# Belfort-du-Quercy
Belfort-du-Quercy is een gemeente in het Franse departement Lot (regio Occitanie) en telt 464 inwoners (1999). De plaats maakt deel uit van het arrondissement Cahors.

## Geografie
De oppervlakte van Belfort-du-Quercy bedraagt 35,2 km², de bevolkingsdichtheid is 13,2 inwoners per km².
De onderstaande kaart toont de ligging van Belfort-du-Quercy met de belangrijkste infrastructuur en aangrenzende gemeenten.

## Demografie
Onderstaande figuur toont het verloop van het inwonertal (bron: INSEE-tellingen).